# Yudai Nitta
Yudai Nitta (* 25. Juni 1986 in Aizu-Wakamatsu) ist ein japanischer Radsportler.

## Sportliche Laufbahn
2004 errang Yudai Nitta seine erste internationale Medaille, als er bei den Junioren-Asienspiele Silber errang. Zwei Jahre später wurde er gemeinsam mit Kazuya Narita und Kazunari Watanabe Asienspielesieger im Teamsprint, gemeinsam mit (mit Kazuya Narita und Kazunari Watanabe). In den folgenden Jahren gewann er weitere Medaillen bei Asienmeisterschaften und -spielen. 2012 startete Nitta bei den Olympischen Spielen in London und belegte gemeinsam mit Seiichirō Nakagawa und Kazunari Watanabe Rang acht im Teamsprint, und 2013 wurde er zweifacher Sieger bei den Ostasienspielen im Sprint sowie im 1000-Meter-Zeitfahren. In der Keirin-Gesamtwertung des Bahnrad-Weltcups 2017/18 belegte er Platz sieben.
Neben den Rennen im internationalen Wettkampfkalender des Weltradsportverbandes UCI bestreitet Nitta auch sehr erfolgreich Wettbewerbe des japanischen Keirin-Circuits der Japanischen Keirin Stiftung. Dabei verdiente er allein in einem Jahr (2014 oder 2015) zwei Millionen Dollar Preisgeld. Um sein Ziel zu erreichen, der „weltbeste Keirin-Fahrer“ zu werden, verlegte er seinen Trainingsstandort zeitweilig in das australische Adelaide, da es dort, anders als in Japan, eine überdachte Radrennbahn gibt.
2019 wurde Nitta Vize-Weltmeister im Keirin, 2019 und 2020 asiatischer Meister im Teamsprint, beide Male gemeinsam mit Kazuki Amagai und Tomohiro Fukaya.

## Erfolge
2004
- Junioren-Asienspiele – Sprint

2006
- Asienspielesieger – Teamsprint (mit Kazuya Narita und Kazunari Watanabe)

2010
- Asienspiele – Sprint, Teamsprint (mit Kazuya Narita und Kazunari Watanabe)
- Asienmeisterschaft – Teamsprint (mit Kazuya Narita und Kazunari Watanabe)
- Asienmeisterschaft – Sprint, 1000-Meter-Zeitfahren

2013
- Ostasienspielesieger – Sprint, 1000-Meter-Zeitfahren

2014
- Asienmeisterschaft – Teamsprint (mit Seiichirō Nakagawa und Kazunari Watanabe)

2015
- Asienmeisterschaft – Teamsprint (mit Kazuki Amagai und Kazunari Watanabe)

2018
- Asienspiele –  Keirin
- Asienspiele –  Teamsprint (mit Kazuki Amagai und Tomohiro Fukaya)

2019
- Asienmeister – Teamsprint (mit Kazuki Amagai und Tomohiro Fukaya)
- Weltmeisterschaft – Keirin
- Japanischer Meister – Keirin

2019/20
- Asienmeister – Teamsprint (mit Kazuki Amagai und Tomohiro Fukaya)
- Asienmeisterschaft – Keirin
- Weltcup in Cambridge – Teamsprint (mit Kazuki Amagai und Tomohiro Fukaya)
- Weltcup in Brisbane – Teamsprint (mit Yoshitaku Nagasako und Tomohiro Fukaya)

2021
- Nations’ Cup in Hongkong – Sprint
- Japanischer Meister – 1000-Meter-Zeitfahren, Teamsprint (mit Yoshitaku Nagasako, Tomohiro Fukaya und Yuta Obara)